# قطعنامه ۹۶۱ شورای امنیت
قطعنامه ۹۶۱ شورای امنیت سازمان ملل متحد که در تاریخ ۲۳ نوامبر ۱۹۹۴ تصویب شد، سندی بین‌المللی دربارهٔ السالوادور است. این قطعنامه طی نشست ۳۴۶۵ام با ۱۵ رای موافق، ۰ مخالف و ۰ ممتنع تصویب شد.